# ديفيد أورتيز
ديفيد أورتيز هو لاعب كرة قاعدة دومينيكاني، ولد في 18 نوفمبر 1975 في سانتو دومينغو في جمهورية الدومينيكان.

## وصلات خارجية
- ديفيد أورتيز على موقع دوري كرة القاعدة الرئيسي (الإنجليزية)
- ديفيد أورتيز على موقعبيزبول رفرنس.كوم (الدوري الرئيسي) (الإنجليزية)
- ديفيد أورتيز على موقعبيزبول رفرنس.كوم (الدوري الثانوي) (الإنجليزية)
- ديفيد أورتيز على موقع إي إس بي إن.كوم (أم.أل.بي) (الإنجليزية)
- ديفيد أورتيز على موقع مشجعي الرسوم البيانية (الإنجليزية)
- ديفيد أورتيز على موقع إن إن دي بي (الإنجليزية)